# Voernese sameby
Voernese, tidigare Frostviken norra sameby, är en sameby i nordligaste Jämtland, belägen inom nordligaste delen av Frostvikens socken i Strömsunds kommun. 

## Allmänt
Voernese är en av Sveriges totalt 51 samebyar. En sameby är dels ett geografiskt område, dels en ekonomisk förening för renskötande samer inom området. 
I samebyn finns fyra renskötselföretag som tillsammans får ha maximalt 2 300 renar.
Samebyns året-runt-område ligger dels i fjällområdet norr om Ankarvattnet upp mot gränsen till Lappland samt Norge, dels i fjällområdet öster om Ankarvattnet ner mot Borgasjön och Saxån. En avskild del av Voernese ligger runt fjället Jormlifjället norr om Jormlien. Voernese omfattar bland annat norra delen av Daimadalens naturreservat, Södra Borgafjällen, Borgahällan m.fl. fjäll i södra delen av samebyn. Mot norr ligger Sipmeke, Jetneme samt Muretjakke vid gränsen mot Norge. Det sistnämnda är landskapet Jämtlands nordligaste fjäll. Söder om Voernese ligger Ohredahke sameby och norrut ligger Vilhelmina södra sameby (i Lappland).
Vinterbetesmarker finns i Sundsvalls, Timrå, Härnösands, Kramfors, Örnsköldsvik, Ragunda, Sollefteå och Strömsunds kommuner.

## Historia
Samerna i Jämtland är en ursprungsbefolkning. Den sydsamiska befolkningen inom Voernese finns främst i Borgafjäll, Storjola samt i Karitjärn och området däromkring.
År 1889 trädde 1886 års renbeteslag i kraft. Lagen innebar att det administrativa begreppet sameby (lappby), infördes i svensk lag, vilket i huvudsak innebar att nyttjanderätten till mark i fjällområdet blev gemensam (kollektiv).